# インレット・センター駅
インレットセンター駅（英: Inlet Centre Station）は、カナダ・ブリティッシュコロンビア州・ポートムーディにある、スカイトレイン ミレニアム・ライン の駅である。

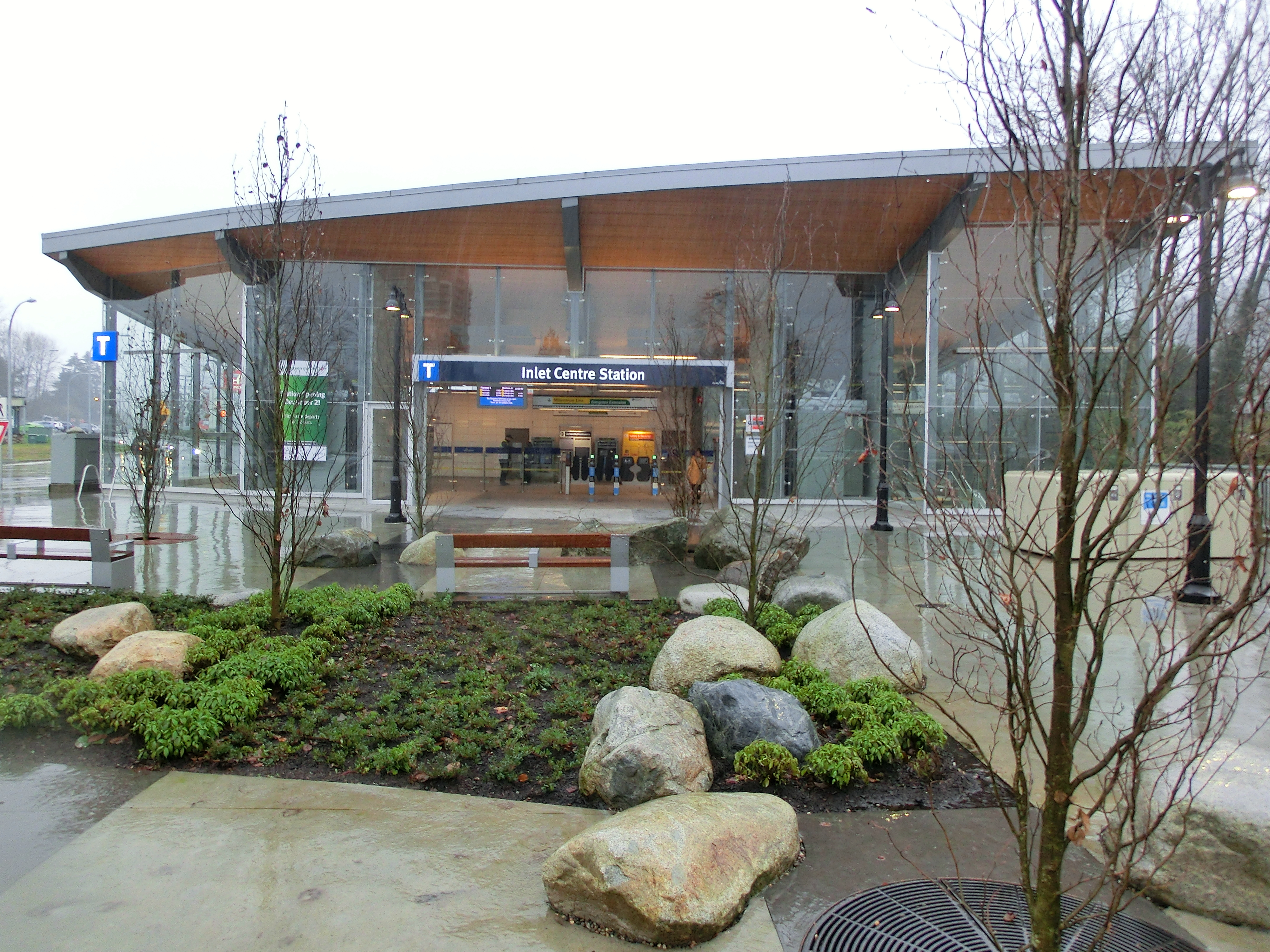
インレットセンター駅玄関

2016年12月2日に開業した。

## 年表
- 2016年12月2日開業。

## 駅構造
| ホーム | 路線              | 行先                          |
| ------ | ----------------- | ----------------------------- |
| 1      | ■ミレニアムライン | VCC-クラーク方面              |
| 2      | ■ミレニアムライン | ラファージ湖 - ダグラス駅方面 |

## 駅周辺
施設
- 鷲 尾根病院

バス路線
| ホーム | 路線 |
| ------ | --- |
| 1      | 160 系統・クートニー・ループ 183 系統・ムーディー・センター駅 N9 系統・ダウンタウン（深夜バス)                                                       |
| 2      | 160 系統・ポートコキットラム駅 179 系統・ブンツェンレイク(夏-特) 183 系統・コキットラム・セントラル駅 N9 系統・コキットラム・セントラル駅（深夜バス) |
| 3      | 179 系統・コキットラム・セントラル駅 184 系統・ヌーンズクリーク                                                                                      |
| 4      | ハンディダート |
| バス停 | 路線 |
| 53151  | 160 系統・ポートコキットラム駅 183 系統・コキットラム・セントラル駅 184 系統・ヌーンズクリーク N9 系統・コキットラム・セントラル駅（深夜バス)        |
| 53180  | 160 系統・クートニー・ループ 183 系統・ムーディー・センター駅 184 系統・ムーディー・センター駅                                                       |

## 隣の駅
■ミレニアムライン
ムーディセンター駅 - インレットセンター駅 - コキットラム・セントラル駅